# بحيرة تيلامين
بحيرة تيلامين من بين أهم البحيرات في ولاية وهران حيث تعد من المناطق الرطبة المصنفة في قائمة رامسار في 12 ديسمبر 2004 وتشغل مساحة 2400 هآ وتستقبل العديد من الطيور المهاجرة.

## وصف
الموقع عبارة عن بحيرة معتدلة الملوحة في مجموعة من الأراضي الرطبة بالقرب من وهران والتي تشكل معقدًا شتويًا وممرًا هامًا للطيور المهاجرة ، وخاصة نوعي أنس وتادورنا. فلامنغو أكبر الشتاء Phoenicopterus roseus هنا بأعداد كبيرة ، كما هو الحال مع shelduck الشائع (Tadorna tadorna) ، حيث تم العثور على حوالي 4000 فرد في هذه الأراضي الرطبة المجاورة. يتم خلط الغطاء النباتي الطبيعي ، المكون من نباتات ملحية مثل السامفيري (Salicornia spp.) عبر الموائل المختلفة. تم العثور أيضًا على العديد من الطيور الجارحة ، والتي تتغذى على القوارض والطيور والحشرات بين المزارع المحيطة.
تعد الزراعة والرعي من الاستخدامات الرئيسية للأراضي حول الموقع ، والتي تستخدم أيضًا للاحتفالات البيئية مثل اليوم العالمي للأراضي الرطبة ويوم البيئة العالمي.

## تهديدات
تواجه البحيرة العديد من المخاطر والتهديدات الناجمة عن العديد من السلوكيات أخطرها:
- التلوث البيئي الناتج عن صرف المياه القذرة للعديد من التجمعات السكانية إضافة للمنطقة الصناعية حاسي عامر
- الصيد الغيرالمرخص الذي يهدد العديد من الحيوانات خاصة الطيور
- نفوق العديد من الطيور مثل النحام الوردي [6]